# コロネーション (1946年生の競走馬)
コロネーション (Coronation V) は、フランスの競走馬である。凱旋門賞を制すなど活躍した。馬名は英語で戴冠式の意で、フランス語風に発音すると「コロナティオン」となる。

## 生涯
1946年にフランスの競走馬生産者・実業家のマルセル・ブサックによって生産された。父は1942年の凱旋門賞優勝馬ジェベル、母はプール・デッセ・デ・プーリッシュ（フランスの1000ギニーに相当）勝ち馬、エスメラルダ。両者の父はともにトウルビヨンである。この配合はサラブレッドの生産においても極度の近親交配（インブリード）とされ、極端な配合、その成功と弊害例としてしばしば取り上げられる。この背景には第二次世界大戦の影響で繁殖馬を移動させるのが困難になり、自家保有の種牡馬を使用せざるを得なかったという事情がある。
コロネーションは非常に神経質な馬であったと伝えられる。ブサックはこの馬を、シャルル・サンブラに預けた。
2歳時に、地元シャンティイのシャトー賞 (Prix du Chateau) でデビューすると、落ち着きのないレースぶりながら何とか1馬身差で勝った。ブサックはこの馬に強い期待を持ち、イギリスのロイヤルアスコット開催に遠征、クイーンメアリーステークスに出走させた。ここでもヴァルキリーに頭差で勝った。次に出走したロベールパパン賞ではブラントームのレコードタイムを2秒4も縮めるレースレコードを記録した。だが、このあとのモルニ賞、チェヴァリーパークステークスともに集中力のないレースぶりで敗れている。
3歳になると、ブサックは大レースを目指し、まず初戦のプール・デッセ・デ・プーリッシュ（仏1000ギニー）に出走。やはり集中力を欠いたレースぶりだったが、何とか1着同着に持ち込んだ。このあとオークスステークス（英オークス）に出走するが、スタートから暴走してしまい2着、さらにアイリッシュオークス（愛オークス）にも挑戦するが2着に敗れた。
このころ、ブサックは凱旋門賞を世界最大のレースにするために各方面に働きかけており、凱旋門賞の賞金を大幅に増額させることに成功していた。賞金は2500万フランに達し、世界でも最高額の賞金を持つレースとなった。凱旋門賞に出走した本馬はめずらしく落ち着いており、直線突き抜け4馬身差で圧勝、ブサックの計画は大成功に終わった。本馬は翌年も競走生活を送ったが、コロネーションがまともに走ったのはこの凱旋門賞ぐらいで、その後はヴェルムー賞 (Prix Vermout) に勝ち、エドヴィル賞とクイーンエリザベスステークスで2着した程度に終わっている。
引退するとブサックのもとで繁殖牝馬となった。初年度（1951年）はマーシャスと交配されたが不受胎であった。以降も仔出しの悪さに悩まされ、1952年から1954年はファリスが、1955年にはオーエンテューダーが、1956年には再度ファリスが、1957年と1958年にはオリバン (Auriban) が、1959年にはアイアンリージが種付けを行ったものの一頭も仔馬が生まれなかった。その後1960年から18歳で死亡する1964年までは再びオリバンと交配されたものの、ついに一頭の産駒も残すことはできなかった。

## 競走成績
| 競走日         | 競馬場           | 競走名              | 馬場・距離 | 頭数 | 着順 | 着差      | 騎手         | 1着馬（2着馬） |
| -------------- | ---------------- | ------------------- | ---------- | ---- | ---- | --------- | ------------ | -------------- |
| 1948年6月6日   | シャンティイ     | シャトー賞          | 芝 1000m   | 5    | 1着  | 1馬身     | C. Elliott   | (Nitouche)     |
| 1948年6月16日  | アスコット       | クイーンメアリーS   | 芝 5f      | 28   | 1着  | アタマ    | C. Elliott   | (Valkyrie)     |
| 1948年7月25日  | メゾンラフィット | ロベールパパン賞    | 芝 1200m   | 8    | 1着  | 2+1⁄2馬身 | R. Poincelet | (Fontenay)     |
| 1948年8月15日  | ドーヴィル       | モルニ賞            | 芝 1400m   | 5    | 3着  | 3+1⁄4馬身 | R. Poincelet | Amour Drake    |
| 1948年10月15日 | ニューマーケット | チェヴァリーパークS | 芝 6f      | 7    | 4着  | 4+3⁄4馬身 | C. Elliott   | Pambidian      |
| 1949年5月15日  | ロンシャン       | 仏1000ギニー        | 芝 1600m   | 8    | 1着  | 同着      | R. Poincelet | Galgala        |
| 1949年6月2日   | エプソム         | 英オークス          | 芝 12f6y   | 17   | 2着  | クビ      | C. Elliott   | Musidora       |
| 1949年7月23日  | カラ             | 愛オークス          | 芝 12f     | 12   | 2着  | 4馬身     | C. Elliott   | Circus Lady    |
| 1949年10月9日  | ロンシャン       | 凱旋門賞            | 芝 2400m   | 28   | 1着  | 4馬身     | R. Poincelet | (Double Rose)  |
| 1950年6月4日   | シャンティイ     | エドヴィル賞        | 芝 2000m   | 5    | 2着  | 1+1⁄2馬身 | W. Johnstone | Violoncelle    |
| 1950年6月8日   | アスコット       | クイーンエリザベスS | 芝 2400m   | 6    | 2着  | アタマ    | R. Johnstone | Tantieme       |
| 1950年9月13日  | ロンシャン       | Prix Vermout        | 芝 2400m   | 4    | 1着  | 4馬身     | C. Elliott   | (Tacito)       |
| 1950年10月8日  | ロンシャン       | 凱旋門賞            | 芝 2400m   | 12   | 11着 |           | C. Elliott   | Tantieme       |

- 当時はグループ制導入前。
- Sはステークスの略。

## 血統表
| コロネーションの血統   | コロネーションの血統                            | コロネーションの血統                            | （血統表の出典）                                | （血統表の出典） |
| 父系                   | ジェベル系                                      | ジェベル系                                      | ジェベル系                                      | [ § 2 ]          |
| 父 Djebel 1937 鹿毛    | 父の父Tourbillon 1928 鹿毛                      | Ksar                                            | Bruleur                                         | Bruleur          |
| 父 Djebel 1937 鹿毛    | 父の父Tourbillon 1928 鹿毛                      | Ksar                                            | Kizil Kourgan                                   |                  |
| 父 Djebel 1937 鹿毛    | 父の父Tourbillon 1928 鹿毛                      | Durban                                          | Durbar                                          | Durbar           |
| 父 Djebel 1937 鹿毛    | 父の父Tourbillon 1928 鹿毛                      | Durban                                          | Banshee                                         |                  |
| 父 Djebel 1937 鹿毛    | 父の母Loika 1926                                | Gay Crusader                                    | Bayardo                                         | Bayardo          |
| 父 Djebel 1937 鹿毛    | 父の母Loika 1926                                | Gay Crusader                                    | Gay Laura                                       |                  |
| 父 Djebel 1937 鹿毛    | 父の母Loika 1926                                | Coeur a Coeur                                   | Teddy                                           | Teddy            |
| 父 Djebel 1937 鹿毛    | 父の母Loika 1926                                | Coeur a Coeur                                   | Ballantrae                                      |                  |
| 母 Esmeralda 1939 鹿毛 | 母の父Tourbillon 1928 鹿毛                      | Ksar                                            | Bruleur                                         | Bruleur          |
| 母 Esmeralda 1939 鹿毛 | 母の父Tourbillon 1928 鹿毛                      | Ksar                                            | Kizil Kourgan                                   |                  |
| 母 Esmeralda 1939 鹿毛 | 母の父Tourbillon 1928 鹿毛                      | Durban                                          | Durbar                                          | Durbar           |
| 母 Esmeralda 1939 鹿毛 | 母の父Tourbillon 1928 鹿毛                      | Durban                                          | Banshee                                         |                  |
| 母 Esmeralda 1939 鹿毛 | 母の母Sanaa 1931                                | Asterus                                         | Teddy                                           | Teddy            |
| 母 Esmeralda 1939 鹿毛 | 母の母Sanaa 1931                                | Asterus                                         | Astrella                                        |                  |
| 母 Esmeralda 1939 鹿毛 | 母の母Sanaa 1931                                | Deasy                                           | Alcantara                                       | Alcantara        |
| 母 Esmeralda 1939 鹿毛 | 母の母Sanaa 1931                                | Deasy                                           | Dianna Vernon                                   |                  |
| 母系(F-No.)            | 14号族(FN:14)                                   | 14号族(FN:14)                                   | 14号族(FN:14)                                   | [ § 3 ]          |
| 5代内の近親交配        | Tourbillon S2×M2 = 50.00%, Teddy S4×M4 = 12.50% | Tourbillon S2×M2 = 50.00%, Teddy S4×M4 = 12.50% | Tourbillon S2×M2 = 50.00%, Teddy S4×M4 = 12.50% | [ § 4 ]          |
| 出典                   | 1. 2. 3. 4.                                     | 1. 2. 3. 4.                                     | 1. 2. 3. 4.                                     | 1. 2. 3. 4.      |